# 좋은 친구들 (1990년 영화)
《좋은 친구들》(영어: Goodfellas)은 1990년에 개봉된 미국의 범죄 영화이다. 미국에서 발생한 에어프랑스 도난 사건과 루프트한자 도난 사건을 근간으로 실제 인물들과 사건을 바탕으로 제작된 작품.

## 줄거리
1955년, 헨리 힐은 아일랜드와 시칠리아 혈통을 가진 부모의 반대에도 불구하고 마피아 갱스터가 되고자 하는 열망을 가지고 있다. 이스트 브루클린에 거주하는 헨리는 동료 갱스터 지미 콘웨이 및 토미 드비토와 함께 일하기 시작한다. 1960년대에 트리오는 다양한 나이트클럽에서 여성들과 함께 회전목마를 시작한다. 특히 헨리가 유대인 가정에서 자랐고 헨리의 갱스터 생활에 다소 불만을 품고 있는 카렌 프리드먼이라는 여성과 데이트하는 경우에 더욱 그렇다.
1970년에 갱스터들은 감비노 범죄 조직에 합류한 전직 사기꾼 빌리 배츠와 재회한다. 곤봉는 토미의 초기 생애에 대해 후원하고 빛나는 상자에 대해 언급하자 토미는 분노하여 곤봉를 공격하여 죽이다. 범죄자를 살해하라는 규정에 맞서 조폭 조직의 감독관 폴리 시세로는 빌리가 묻힌 땅이 개발 예정이며 이제 갱단은 부패해가는 빌리의 시체를 다른 곳으로 옮겨야 한다고 알려준다.
1974년까지 헨리는 제니스라는 여성과 동거하여 카렌의 반대에도 불구하고 그녀를 여주인으로 사용한다. 한 사건에서 카렌은 헨리를 총구로 위협하여 헨리가 지미와 함께 탬파의 도박꾼으로부터 떠나 빚을 징수하도록 유도했다. 그들에게 알려지지 않은 도박꾼의 여동생은 연방 수사국의 타이피스트로 증거를 당국에 넘겨 갱스터를 체포하게 만든다. 감옥에 있는 동안 헨리는 피츠버그 어딘가에 있는 동료 수감자에게 마약을 밀수하기 위해 마약을 가져오는 카렌의 방문을 받는다.
감옥에 있는 동안 헨리는 피츠버그 어딘가에 있는 동료 수감자에게 마약을 밀수하기 위해 마약을 가져오는 카렌의 방문을 받는다. 지미는 존 케네디 공항에서 약 600만 달러에 달하는 현금과 보석을 받고 강도 사건을 주도할 준비를 한다. 많은 돈을 지출한 끝에 경찰은 귀중품이 담긴 도주 트럭을 발견한다. 공항 강도 사건에 책임이 있는 대부분의 승무원은 불법 행위로 인해 사망했다. 또한, 라이벌 갱단은 토미를 가공의 인물로 속여 그를 살해하는데, 이는 빌리 배츠를 죽인 것에 대한 복수이다.
1980년에 헨리는 코카인을 너무 많이 흡입하여 신경이 쇠약해져 동료들과 거래를 하기 위해 피츠버그로 여행을 떠나기로 결정한다. 그러나 그가 성공하기 전에 당국은 카렌이 그를 구제할 때까지 그를 체포한다. 카렌은 당국이 집을 급습했을 때 60,000달러 상당의 코카인을 화장실에 흘렸다고 설명한다. 이제 파산하고 궁핍해진 헨리는 협회를 종료하기 전에 헨리에게 3,200달러를 제안하는 폴리에게 상황을 설명한다. 다른 선택의 여지 없이 헨리는 증인 보호 프로그램에 정보원으로 참여하기로 결정한다. 하지만 이로 인해 헨리는 조폭 생활에서 쫓겨나고 다시 한 번 평범한 삶을 살아야 한다.

## 등장 인물
- 로버트 드니로 - 지미 콘웨이 역
- 레이 리오타 - 헨리 힐 역
- 조 페시 - 토미 드비토 역
- 로렌 브라코 - 캐런 힐 역
- 폴 소비노 - 폴 시서로 역

## 한국판 성우진

### KBS (1998년 12월 20일)
- 박기량 - 헨리 힐(레이 리오타)
- 양지운 - 지미 콘웨이(로버트 드 니로)
- 황원 - 토미 드비토(조 페시)
- 송도영 - 캐런 힐(로렌 브라코)
- 박상일 - 폴리, 헨리의 아버지(보 스타)
- 김일 - 어린 헨리 힐(크리스토퍼 세런)
- 문영래 - 모리스 모리 케슬러(척 로)
- 최문자 - 캐런의 어머니(수전 셰퍼드)
- 강연숙 - 헨리의 어머니(일레인 카건)
- 이연희 - 제니스(지나 마스트로지아코모)
- 온영삼
- 조동희
- 이호인
- 김준
- 김익태

### SBS (2008년 3월 22일)
- 강수진 - 헨리 힐(레이 리오타/크리스토퍼 세런)
- 양지운 - 지미 콘웨이(로버트 드 니로)
- 이윤선 - 토미 드비토(조 페시/조셉 드오노프리오)
- 유남희 - 캐런 힐(로렌 브라코)
- 이근욱 - 폴리(폴 소비노)
- 최문자 - 캐런의 어머니(수전 셰퍼드)
- 김순영 - 헨리의 어머니(일레인 카건) / 제니스(지나 마스트로지아코모)
- 성선녀 - 토미의 어머니(케서린 스콜세이지)
- 김태웅 - 비니(찰스 스콜세이지) / 지미의 변호사(에디 헤이즈) / 마피아(피터 시케일)
- 황윤걸 - 빌리(프랭크 빈센트)
- 문관일 - 모리(척 로우) / 스텍스(새뮤얼 L. 잭슨) / 마약수사 경찰(보 디틀)
- 오수경 - 모리의 아내(마고 윙클러) / 조니의 아내(프랜 맥기)
- 정훈석 - 소니(토니 대로) / 마피아(빈센트 패스토어)
- 원호섭 - 터디(프랭크 딜레오) / 헨리의 변호사(에드워드 맥도날드) / 의사(아이제이아 휘틀록 주니어)
- 표영재 - 스파이더(마이클 임피리올리)
- 방성준 - 투디(프랭크 시베로) / 마이클(케빈 코리건) / 조니(조니 윌리엄스) / 판사(폴 맥아이삭)
- 홍진욱 - 헨리의 아버지(보 스타) / 브루스(마크 에반 제이콥스) / 우편 집배원(피터 훅)

## OST
1. Rags To Riches - Tony Bennett
2. Sincerely - The Moonglows
3. Speedo (navarro) - Cadillacs
4. Stardust - Billy Ward And His Dominoes
5. Look In My Eyes - Chantels
6. Life Is But A Dream - Harptones
7. Remember (walking In The Sand) - Shangri-las
8. Baby I Love You - Aretha Franklin
9. Beyond The Sea - Bobby Darin
10. Sunshine Of Your Love - Cream
11. Mannish Boy - Muddy Waters
12. Layla (clapton/gordon) - Derek & The Dominos

## 수상 내역
- 제44회 영국 아카데미 시상식 (1991)
  - 편집상 셀마 슈메이커
  - 의상상 리처드 브루노
  - 각색상 니컬러스 필레지
  - 데이비드 린 상 마틴 스코세이지
  - 작품상 어윈 윙클러
- 제25회 전미 비평가 협회상 (1991)
  - 감독상 마틴 스코세이지
  - 작품상
- 제63회 미국 아카데미 시상식 (1991)
  - 남우조연상 조 페시
  - 여우조연상 로렌 브라코
  - 남우조연상 조 페시
  - 각본상 니컬러스 필레지 외1명
  - 감독상 마틴 스코세이지
  - 작품상 마틴 스코세이지
- 제47회 베니스국제영화제 (1990)
  - 은사자상 마틴 스코세이지
- 제16회 LA 비평가 협회상 (1990)
  - 촬영상 마이클 볼하우스
  - 여우조연상 로레인 브라코
  - 남우조연상 조 페시
  - 감독상 마틴 스코세이지
  - 작품상
- 제55회 뉴욕 비평가 협회상 (1990)
  - 감독상 마틴 스코세이지
  - 남우주연상 로버트 드니로
  - 작품상

## 명성
AFI 선정 100대 영화 94위
AFI 선정 10대 범죄영화 2위